# Carrer d'en Goday
El carrer d'en Goday és un carrer d'Arenys de Mar (Maresme) amb almenys un edifici inclòs en l'Inventari del Patrimoni Arquitectònic de Catalunya.

## Número 4
Petita casa entre mitgera i molt senzilla. És destacable una porta amb arc de mig punt amb unes grans dovelles i una finestra, a sobre, d'estil renaixentista. Està situada a un carrer molt estret, i és, possiblement, l'única casa sencera que resta del seu temps. L'interior s'ha transformat, ja que hi ha un bar-restaurant. La façana, però, és igual que quan s'edificà.
Aquesta casa pertany, per la seva tipologia, sobretot pel portal - de mig punt i amb unes amples dovelles- a les cases típiques del segle xvi. A sobre hi havia una finestra. Cal tenir en compte que els balcons, fins al segle xviii no s'utilitzaren en construccions populars.